# Континентальна земна кора
| Континентальна кора Кристалічні щити Плити Складчасті пояси Осадові басейни Трапові формації Перехідні зони | Океанічна кора Вік: 0–20 млн років 20–65 млн років >65 млн років |

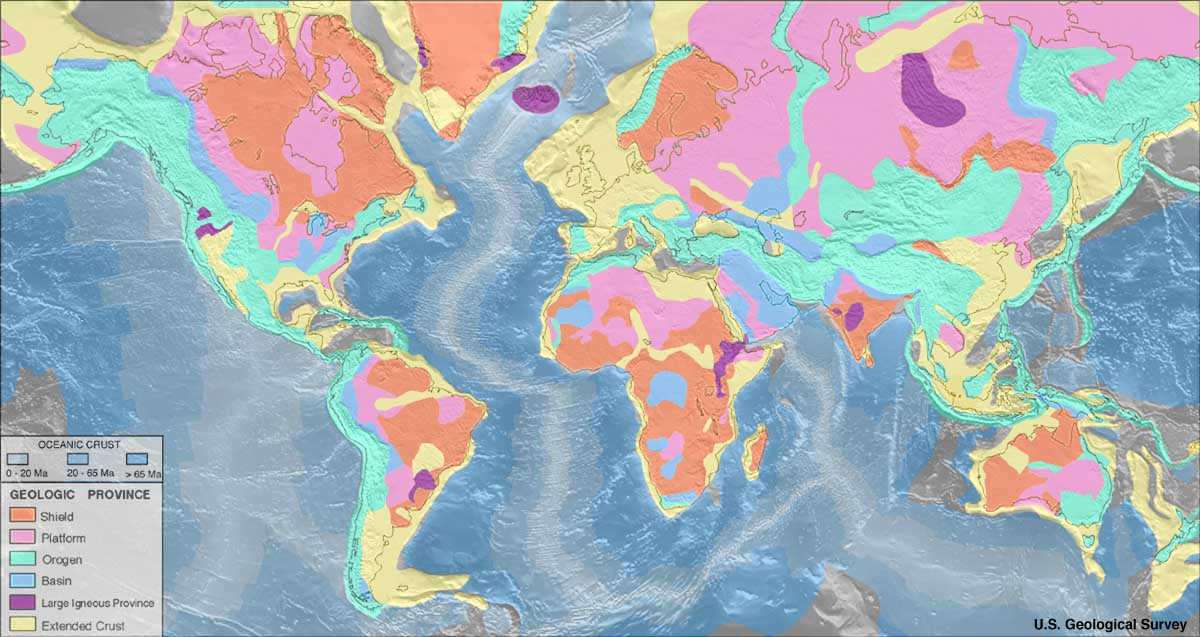
Геологічні провінції світу
за даними Геологічної служби США (US Geological Survey (USGS))

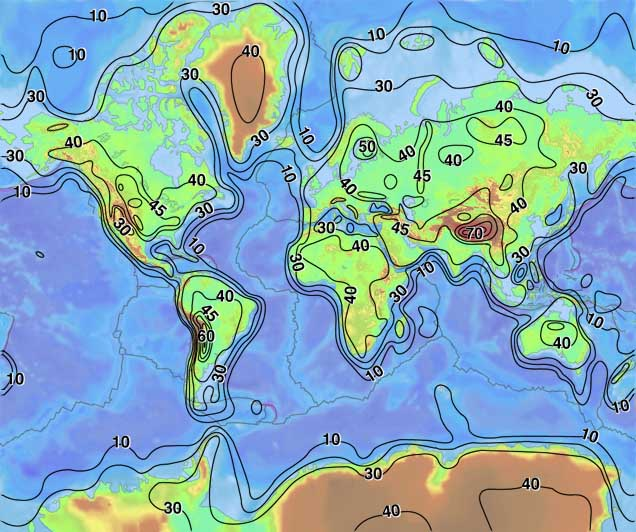
Товщина земної кори в км

Континента́льна земна́ кора́, материко́ва земна́ кора́ — земна кора материків, що складається з осадового, гранітного і базальтового шарів. Середня потужність 35—45 км, максимальна — до 75 км (під гірськими спорудами). Синонім — материкова земна кора.
За гіпотезою базифікації континентальної земної кори до кінця палеозою — початку мезозою на місці океанів існувала континентальна (материкова) кора. Внаслідок занурення великих її ділянок виникли океани. При цьому відбувався процес базифікації материкової кори, тобто заміна її кислої та середньої речовини ультраосновною речовиною мантії. За гіпотезою цей процес охоплював і верхню мантію, трансформуючи її з материкового щита на океанічний. Кінцевим результатом базифікації є океанізація, тобто утворення океанів на місці материків. За В. Білоусовим, базифікація — наслідок прогресуючого нагрівання Землі.

## Субконтинентальна земна кора
Земна кора в зонах переходу від материка до океану і острівних дуг. Схожа з материковою, але відрізняється меншою потужністю (менше 30 км) і менш вираженим гранітним шаром. У генетичному розумінні — перехідна від океанічної до континентальної.